# میمه (میمه و وزوان)
مِیمه شهری در بخش مرکزی شهرستان میمه و وزوان در استان اصفهان ایران است. این شهر، مرکز شهرستان میمه و وزوان است.
محل مسکونی باستانی این شهر که هم‌اکنون قناتی بنام مزد آباد در کنارش وجود دارد و اشاره به قدمتی بیش از دو هزارو پانصد سال برای این شهر دارد. گویش راجی با لهجه خاصی بین مردمان این دیار در حال تکلم است که از زبان‌های باستانی ایرانی و بسیار زیباست.

## جاذبه‌های گردشگری
از جاذبه‌های گردشگری این شهر می‌توان به مسجد جامع میمه، موزه مردم‌شناسی، میدان تعزیه، خانه‌های تاریخی و کوچه باغ‌های زیبا نام برد.

## وجه تسمیه
وجه نام‌گذاری برای شهر میمه در نتیجه تجزیه کلمهٔ "میمه" به "می"+"مه" بوده که به معنای "شراب ناب" می‌باشد. قرینهٔ درستی این وجه تسمیه وجود تاکستان‌های فراوان در این منطقه بوده که احتمالاً مستوجب به عمل آمدن شراب انگور در قدیم می‌گردیده است. از لغت‌نامه‌های گوناگون و همچنین از قول مردم کنجکاو شهر میمه چنین بر می‌آید که قبل از ظهور اسلام، بر اساس عقاید دینی مردم و وفور تاکستان‌ها و باغ‌های انگور مردم به تولید «شراب و می» می‌پرداختند. عده‌ای از اهالی عقیده دارند شهر میمه در زمان محمدرضا پهلوی باغستان و میخانه بوده و «می» مصرفی پهلوی تأمین می‌شده است.
مرغوبیت و خوش‌طعمی «می» حاصله از انگور باغات میمه باعث گردیده که نام قبلی این منطقه از «هرمزآباد» به «می می» محل تولید «می خوب» یا «می ماه» تغییر نام دهد.

## آثار تاریخی
مسجد جامع میمه دارای قدمت زیادی است از جملهٔ آثار تاریخی دیگر می‌توان به قلعهٔ بزرگ میمه اشاره کرد که متأسفانه اثری از آن دیگر به جای نیست. همچنین این شهر دارای حمام تاریخی زیبایی مربوط به عهد صفوی بانام حمام گُرده (حمام بزرگ) است. یکی از قدیمی‌ترین قنات‌های کشور به نام قنات مزدآباد با طول ۱۸ کیلومتر که در واقع رودخانه‌ای زیرزمینی است از دامنه‌های کرکس سرچشمه گرفته و با عمق میلهٔ چاه‌هایی با ارتفاع۸۰ متر آب را که کمتر در معرض تهدیدات خشکسالی نیز قرار گرفته است، به باغات حاصلخیز این شهر می‌رساند. این قنات با قدمتی ۲۵۰۰ساله، به عنوان یکی از قنات‌های ایران به ثبت میراث فرهنگی یونسکو رسیده است. دبی آب این قنات در حال حاضر ۱۲۰ لیتر در ثانیه است و از نظر کیفیت، براساس آزمایش‌های انجام شده توسط کارخانهٔ زمزم مشهد دارای سختی مفید و با مقیاس آب‌های معدنی برابری می‌کند.
از محصولات کشاورزی این شهر می‌توان به گندم، انگور، سیب، صیفی جات و غیره اشاره کرد.
انگور میمه یکی از خوش طعم‌ترین انگورها در کشور است که حتی انگور شیراز و تاکستان (که تنها به لحاظ شهرت شهر مشهور شده‌اند) به لحاظ طعم بعد از انگور میمه قرار دارند. جشنواره قنات و قالی نیز هر ساله در میمه برگزار می‌شود.
میمه همچنین نقطه آغاز مسابقه رالی ایران است که در آبان ۱۴۰۱ و از مسیر میمه، ورزنه، گاوخونی، ندوشن، تفت، رفسنجان، بم، و چابهار می‌گذرد.

## صنایع دستی
از معروف‌ترین صنایع دستی میمه می‌توان به فرش‌های دست بافت میمه اشاره کرد که شهرت جهانی دارند.
این قالی‌ها اغلب توسط پشم، خامه، کرک بافته می‌شوند و در موارد خاص در آن ابریشم به کار می‌رود ولی به‌صورت بسیار محدود.
قالی‌های میمه دارای ۳ نوع طرح اصلی می‌باشد اصلی می‌باشد که معروف‌ترین آن (جنگل جوشقان) نام دارد

## مشاهیر
- عبدالوهاب شهیدی خواننده در سبک سنتی ایرانی، آهنگ ساز، استاد آواز و نوازندهٔ عود (ساز) متولد ۱ مهر ۱۳۰۱
- امرالله احمدجو نویسنده و کارگردان سینما و تلویزیون ایران متولد ۱ دی ۱۳۳۴ زیاد آباد میمه
- حامد زمانی خواننده پاپ و آهنگساز متولد ۲۱ فروردین ۱۳۶۷ میمه
- مریم توکل استادیار دانشگاه فناوری آیندهوون هلند متولد ۷ دی ۱۳۶۶ میمه
- میرزاعلی اصغر توکلی (لایبیدی) از استادان بزرگ قرآن
- آیت‌الله سید حسن مصطفوی «ره» (خطیب)